# Rue Champfleury
Pour les articles homonymes, voir Champfleury.
La rue Champfleury est une rue du  7e arrondissement de Paris.

## Situation et accès

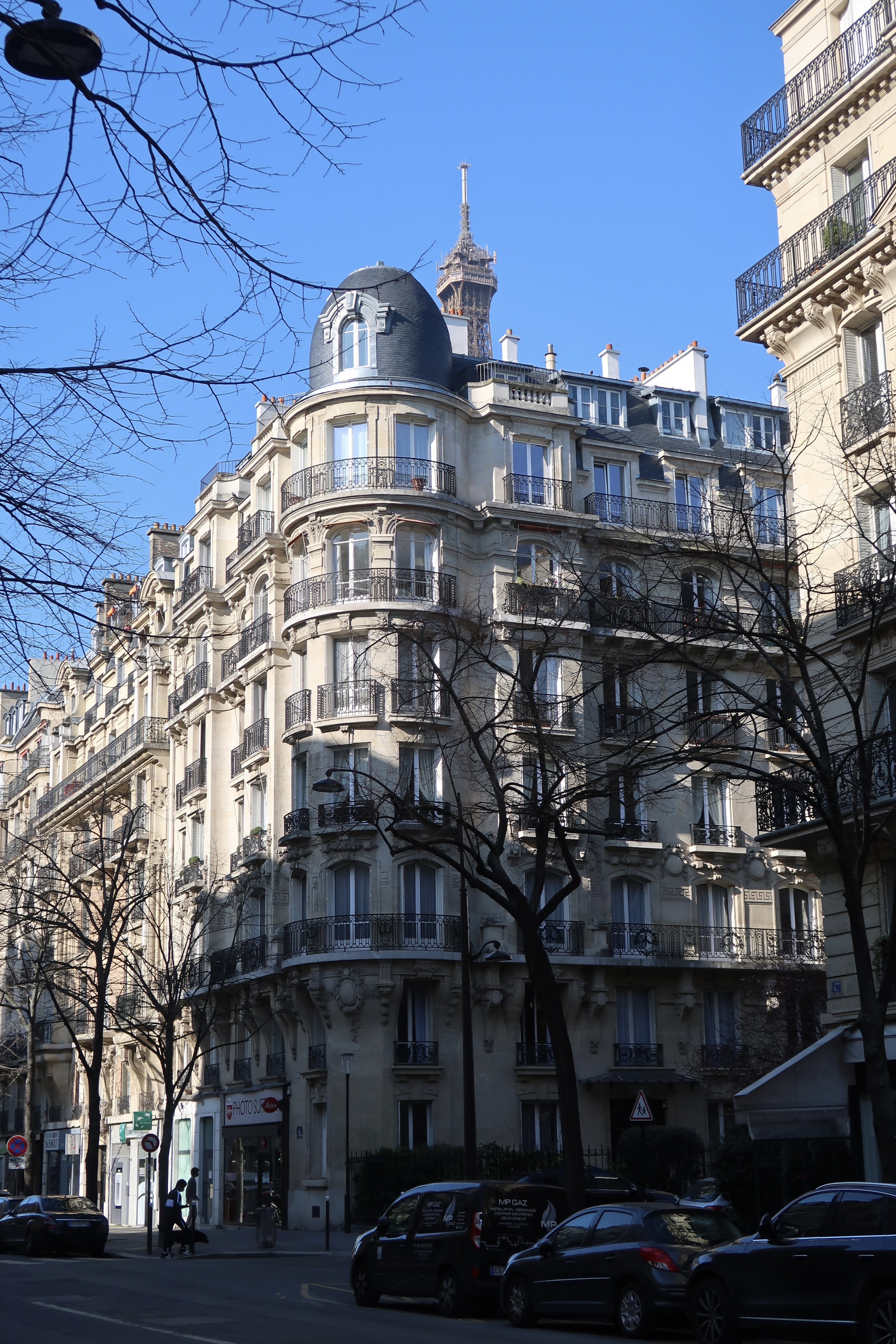
Au croisement avec l'avenue de Suffren.

Longue de 95 mètres, elle commence au 22,  allée Thomy-Thierry et finit au 45, avenue de Suffren. Elle coupe l’avenue Charles-Floquet.
Le quartier est desservi par la ligne 6 aux stations Bir-Hakeim et Dupleix et par la ligne C du RER à la gare du Champ de Mars - Tour Eiffel.

## Origine du nom

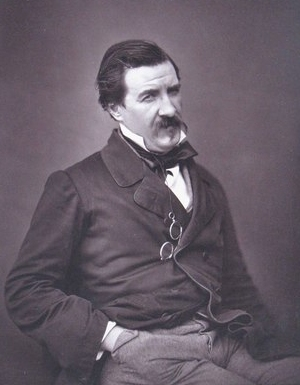
Champfleury par Nadar, vers 1860.

Cette voie porte le nom de l’écrivain Jules François Félix Husson, dit Fleury, dit Champfleury (1821-1889).

## Historique
Cette rue a été ouverte par la Ville de Paris en 1907, sur les terrains détachés du Champ-de-Mars. Un arrêté du 24 juin de cette même année lui donne le nom de « rue Champfleury ». Elle est classée dans la voirie parisienne par un décret du 4 février 1911.
Le numérotage date du 16 janvier 1912.

## Bâtiments remarquables et lieux de mémoire

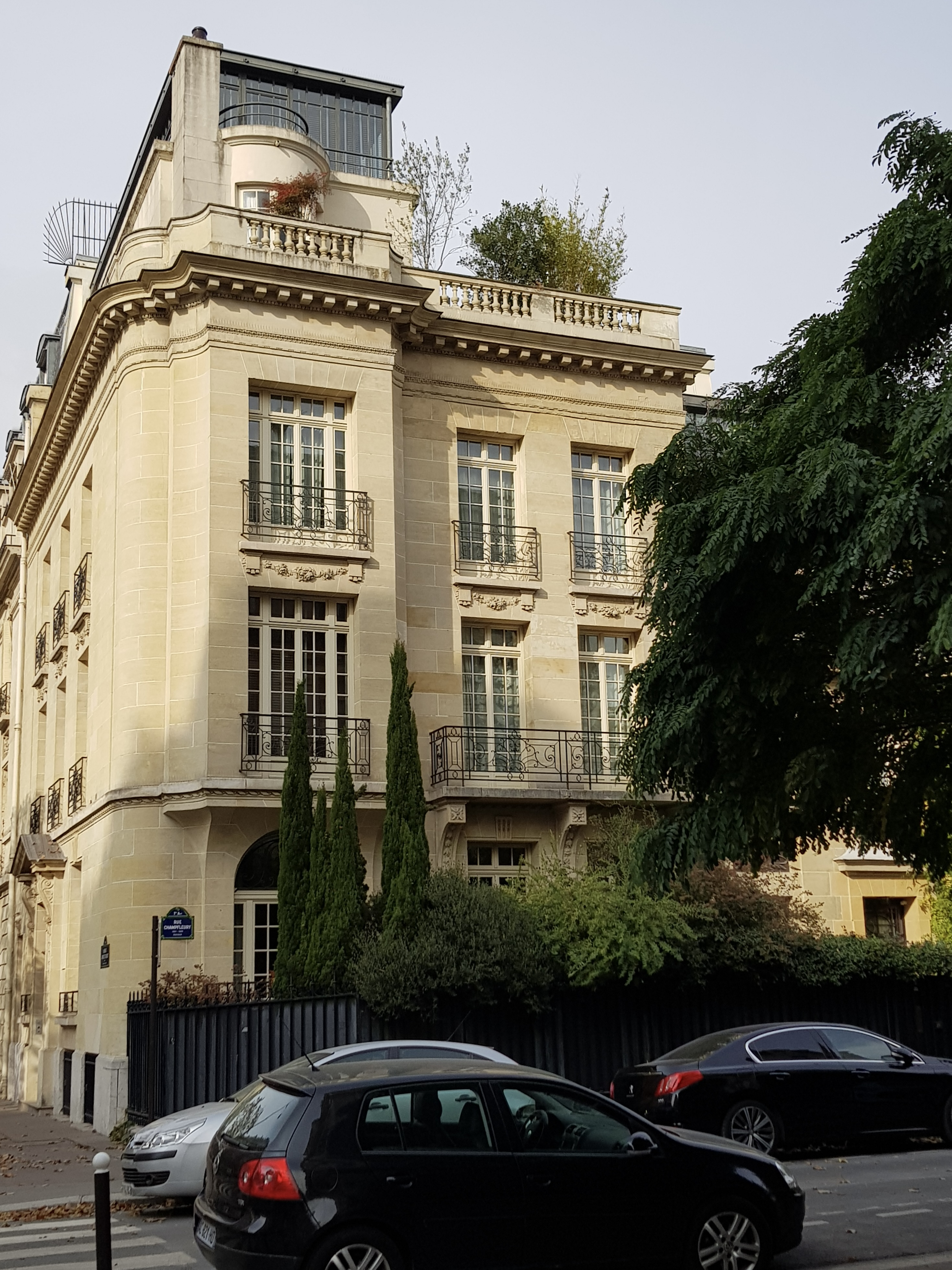
Immeuble à l’angle de la rue Champfleury et de l’avenue Charles-Floquet.

- No 2 : immeuble de 1910 de l'architecte Henri Laffillée pour M. Rosenberg ; surélévation dirigée par son confrère Lucien Hesse en 1926[3] ;
- No 6 : le samedi 13 janvier 1962, à deux heures du matin, un engin explose devant l’immeuble, où réside, au sixième étage, le gouverneur de la France d’outre-mer, commissaire à la jeunesse en Algérie[4].